# スコア (ランディ・ブレッカーのアルバム)
『スコア』（Score）は、ランディ・ブレッカーが1969年に録音・発表した、ソロ名義では初のスタジオ・アルバム。

## 解説
ブレッカーがホレス・シルヴァー・クインテットのメンバーだった頃に制作され、録音当時は19歳だった実弟マイケル・ブレッカーもレコーディングに参加しており、「ザ・ウィーゼル・ゴーズ・アウト・トゥ・ランチ」は、兄弟2人だけによるアンサンブルである。また、当時ブレッカーと出会い、本作で共演したラリー・コリエルは、後にブレッカーと共にザ・イレヴンス・ハウスというバンドで活動した。
Steve Loweyはオールミュージックにおいて5点満点中4点を付け「収録曲に関しては、ジャズ・ロック（後のブレッカー・ブラザーズが成功を収めるスタイル）と、当時のメインストリーム・ジャズが交互に配されている」と評している。

## 収録曲
特記なき楽曲はランディ・ブレッカー作曲。
1. バンガロール - "Bangalore" - 4:34
2. スコア - "Score" (Hal Galper) - 7:19
3. ネイム・ゲーム - "Name Game" (H. Galper) - 5:15
4. ザ・ウィーゼル・ゴーズ・アウト・トゥ・ランチ - "The Weasel Goes Out to Lunch" (Traditional) - 1:21
5. モーニング・ソング - "Morning Song" - 4:11
6. パイプ・ドリーム - "Pipe Dream" - 4:33
7. ザ・ヴァンプ - "The Vamp" (H. Galper) - 5:16
8. ザ・マーブル・シー - "The Marble Sea" - 5:41

## 参加ミュージシャン
- ランディ・ブレッカー - トランペット、フリューゲルホルン
- マイケル・ブレッカー - テナー・サクソフォーン
- ジェリー・ドジオン - アルトフルート(on #5, #6, #8)
- ハル・ギャルパー - ピアノ、エレクトリックピアノ
- ラリー・コリエル - ギター(on #2, #4, #5, #6, #8)
- エディ・ゴメス - コントラバス(on #1, #3, #5, #6, #8)
- チャック・レイニー - エレクトリックベース(#2, #4)
- ミッキー・ローカー - ドラムス(on #1, #3, #5, #6, #8)
- バーナード・パーディ - ドラムス(on #2, #4)